# مت راس (هنرپیشه)
مت راس (انگلیسی: Matt Ross؛ زادهٔ ۳ ژانویهٔ ۱۹۷۰) هنرپیشه و کارگردان اهل ایالات متحده آمریکا است. وی از سال ۱۹۸۴ میلادی تاکنون مشغول فعالیت بوده‌است.
از فیلم‌های او می توان به بازی در عشق بزرگ، آخرین روزهای دیسکو و چپاندن قوطی‌حلبی اشاره کرد.